# Дворец на мира
Дворецът на мира (на нидерландски: Vredespaleis) е административна сграда в град Хага, Нидерландия 
Той е седалище на 2 международни съдилища, наречени Постоянен арбитражен съд и Международен съд на ООН. Дворецът е символ на световния мир и справедливост.

## История
Сградата е завършена през 1913 година. Неин архитект е Луис Кордънър. В присъствието на кралското семейство, дарителя Андрю Карнеги и международна група от адвокати, политици и пацифисти ключът на Палатата на мира е предаден на Постоянния арбитражен съд на 28 август 1913 г.
Карнеги се убеждава в значението на Двореца на мира и набира не по-малко от 1,5 милиона долара. Поставя условието този Дворец на мира не само да помещава Постоянния арбитражен съд, но и публична юридическа библиотека на най-високо ниво. Фондация „Карнеги“ е учредена през 1904 г. да управлява тази сума и строителството на двореца. Тя и до днес е собственик и управител на земята и строителството на сградата. Фондацията развива също инициативи, които популяризират идеала за мир и членуват в международната филантропска мрежа на институциите Карнеги.